# Јанез Бизјак
Јанез Бизјак (Отлица, 31. децембар 1911 — Шујица, 29. октобар 1941), учесник Народноослободилачке борбе и народни херој Југославије.

## Биографија
Рођен је 1911. године у Отлици код Ајдовшчине. Отац му је био путар. Првобитно је живео у Горичком срезу, али се његова породица касније, због италијанског терора коме је била изложена, преселила у Чрнуче крај Љубљане. Тамо је Јанез изучио браварски занат и по први пут се упознао с идејама социјализма.
Активан учесник радничког покрета постао је од 1934. године. Створио је синдикалне организације у културним друштвима „Свобода“ и „Взајемност“. Члан Комунистичке партије Југославије постао је 1936. у „Аутомонтажи“ која је у то време била центар комунистичког покрета у Горењској и вршила велики утицај на развој радничког покрета у том крају. Ивановом заслугом у „Аутомонтажи“ су нашли посао многи комунисти које је гонила полиција и који нису могли да се запосле у другим предузећима. Године 1938, због своје запажене политичке делатности Иван је био ухапшен и интернисан у Ивањицу.
После окупације Југославије 1941. прешао је у илегалност, јер га је као познатог комунисту гонио Гестапо. Учествовао је у организовању устанка (скупљао је оружје и други ратни материјал). Јула 1941. године, када је формирана Прва рашичка партизанска чета, постао је њен борац. После два месеца жестоких борби с немачким снагама, постао је командир Моравске чете. Своје борбено крштење ова чета је доживела у сукобу са Немцима у Савињском Хриду изнад Моравишча. Са четом од двадесет људи учествовао је у борби против 700 немачких војника. После дуге борбе, пошто је Бизјак погодио немачког команданта, непријатељ се повукао претрпевши знатне губитке. После тога Бизјак је са четом вршио саботаже, организовао заседе и сличне специјалне акције по чему се његова чета прочула.
Почетком октобра 1941. године, Бизјак је са четом прешао на десну обалу Саве и наставио нападе. Идући по дубоком снегу чета се зауставила 29. октобра 1941. године на једном месту код Шујице, код Добраве, близу Љубљане. Италијани су сазнали за боравиште чете и изненада је напали. Бизјак се борио све док није био погођен у чело. Када су борци видели да је пао њихов командир, јурнули су и натерали италијанске снаге у бекство.
У Народноослобнодилачкој борби је учествовала читава његова породица, а три брата су му носиоци Партизанске споменице 1941.
Указом председника Федеративне Народне Републике Југославије Јосипа Броза Тита, 27. новембра 1953. године, проглашен је за народног хероја.